# تیم ملی فوتبال زیر ۲۰ سال مصر
تیم ملی فوتبال زیر ۲۰ سال مصر، تیمی برای جوانان زیر ۲۰ سال مصر است و تحت نظر اتحادیه فوتبال مصر اداره می‌شود.